# Spennymoor
Spennymoor est une ville du comté de Durham, en Angleterre. Elle s'étend de la Wear à approximativement 11 kilomètres du sud de Durham. La ville a été fondée il y a environ 160 ans. Le canton, incluant les villages de Kirk Merrington, Middlestone Moor, Byers Green et Tudhoe, possède une population d'environ 20 000 habitants. Au recensement de 2011, elle comptait 19 816 habitants.

## Historique
Spennymoor souffre d'une crise économique importante depuis le déclin de l'industrie charbonnière. 

## Personnalités liées à la ville
- George Courtney (1941-), ancien arbitre anglais de football, y est né ;
- Gibson Gowland (1877-1951), acteur de cinéma, y est né ;
- TotalBiscuit (1984-2018), commentateur et critique de jeux vidéo sur YouTube, y est né ;
- Anne Wood (1937-), productrice de télévision connue pour avoir co-créé la série pour enfants Les Télétubbies, y est née[3].